# Podhale

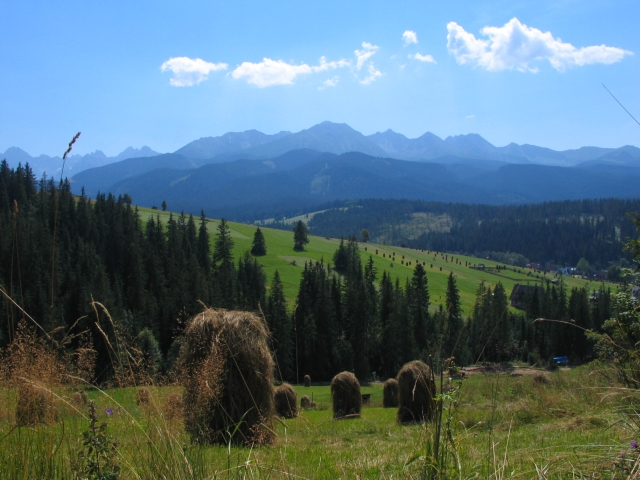
Podhale

A região de Podhale (literalmente "sob prados montanhosos") é a região mais meridional da Polónia, muitas vezes conhecida como "Terras Altas Polacas/Polonesas". A região de Podhale fica no sopé das montanhas Tatra, subcordilheira dos Cárpatos, e tem uma rica tradição de folclore muito romanceado na imaginação patriótica da Polónia.